# Biel BL
| BL ist das Kürzel für den Kanton Basel-Landschaft in der Schweiz. Es wird verwendet, um Verwechslungen mit anderen Einträgen des Namens Biel zu vermeiden. |

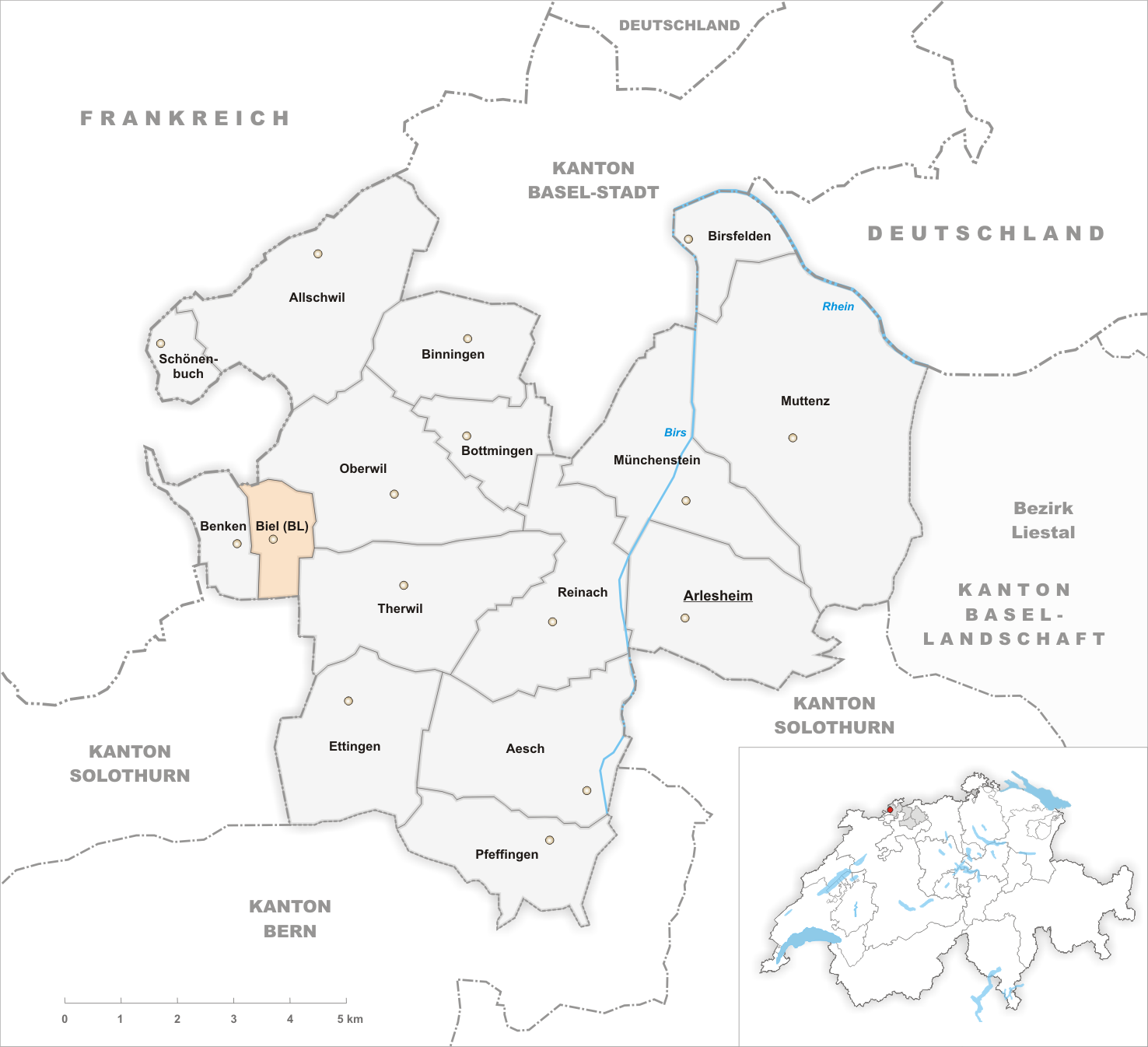
Gemeindestand vor der Fusion am 1. Januar 1972

Biel (BL) war eine Gemeinde des Bezirks Arlesheim im Schweizer Kanton Basel-Landschaft. Am 1. Januar 1972 wurde Biel mit der Gemeinde Benken zur Gemeinde Biel-Benken fusioniert. Bereits seit dem 16. Jahrhundert haben Biel und Benken eine gemeinsame Bürger-, Schul- und Kirchgemeinde, und auch als Ortschaft gehören die beiden Ortsteile heute zusammen.